# Juhani Ojala
Juhani Lauri Henrik Ojala (Vantaa, 19 juni 1989) is een Fins voetballer die doorgaans speelt als centraal verdediger. In januari 2024 verruilde hij FC Honka Espoo voor IF Gnistan. Ojala maakte in 2011 zijn debuut in het Fins voetbalelftal.

## Clubcarrière
Ojala debuteerde voor HJK Helsinki in het begin van 2010 door verschillende blessures in het eerste elftal. Zijn prestaties waren dermate goed dat hij een vaste plek behield in het basiselftal van de club. In het seizoen 2010 speelde de verdediger dan ook alle wedstrijden in de competitie. Daarnaast werd hij direct verkozen tot verdediger van het jaar in de Veikkausliiga. Op 9 april 2011 verlengde Ojala zijn contract bij HJK, maar in juli van dat jaar werd hij toch nog verkocht, namelijk aan Young Boys. Hij werd vooral bekend in Zwitserland door zijn optreden in de UEFA Europa Leaguewedstrijd tegen Liverpool. Eerst passeerde hij erg ongelukkig in het duel dat 5-3 voor de Engelsen zou worden zijn eigen doelman Marco Wölfli, maar later scoorde Ojala ook nog aan de goede kant. Op 12 februari 2013 werd een transfer naar het Russische Terek Grozny bekendgemaakt. In de zomer van 2015 werd hij voor de duur van een half jaar op huurbasis bij zijn oude club HJK gestald. Een jaar later verkaste Ojala naar SJK, waar hij zijn handtekening zette onder een verbintenis voor de duur van anderhalf jaar. In februari 2017 nam BK Häcken de Fin over, die voor drie jaar tekende. Hiervan maakte hij er twee vol, voor hij verkaste naar Vejle BK. Medio 2021 verkaste Ojala naar Motherwell. Deze club verliet hij na één seizoen. In januari 2023 werd Doxa Katokopia zijn nieuwe club. Ojala keerde medio 2023 bij FC Honka Espoo terug in Finland. en half seizoen later contracteerde IF Gnistan hem.

## Interlandcarrière
Zijn debuut in het Fins voetbalelftal maakte Ojala op 15 november 2011, toen er met 2–1 verloren werd van Denemarken. Aleksej Jerjomenko zette Finland nog op voorsprong, maar door doelpunten van Daniel Agger en Nicklas Bendtner ging het duel toch verloren. Van bondscoach Mixu Paatelainen mocht de verdediger een kwartier voor tijd in het veld komen als vervanger van Petri Pasanen. Zijn eerste doelpunt volgde in zijn negentiende interland, op 9 januari 2017. Tegen Marokko maakte hij in de blessuretijd van de eerste helft het enige doelpunt van de wedstrijd. In mei 2021 werd Ojala door bondscoach Markku Kanerva opgenomen in de Finse voorselectie voor het uitgestelde EK 2020. Toen de uiteindelijke selectie werd bekendgemaakt, was Ojala een van de afvallers.
| Interlands van Juhani Ojala voor Finland | Interlands van Juhani Ojala voor Finland | Interlands van Juhani Ojala voor Finland | Interlands van Juhani Ojala voor Finland | Interlands van Juhani Ojala voor Finland | Interlands van Juhani Ojala voor Finland | Interlands van Juhani Ojala voor Finland |
| №                                        | Datum                                    | Wedstrijd                                | Uitslag                                  | Competitie                               | Goals                                    |                                          |
| Als speler bij Young Boys                | Als speler bij Young Boys                | Als speler bij Young Boys                | Als speler bij Young Boys                | Als speler bij Young Boys                | Als speler bij Young Boys                | Als speler bij Young Boys                |
| ---------------------------------------- | ---------------------------------------- | ---------------------------------------- | ---------------------------------------- | ---------------------------------------- | ---------------------------------------- | ---------------------------------------- |
| 1                                        | 15 november 2011                         | Denemarken – Finland                     | 2 – 1                                    | Vriendschappelijk                        |                                          |                                          |
| 2                                        | 26 mei 2012                              | Finland – Turkije                        | 3 – 2                                    | Vriendschappelijk                        |                                          |                                          |
| 3                                        | 1 juni 2012                              | Estland – Finland                        | 1 – 2                                    | Vriendschappelijk                        |                                          |                                          |
| 4                                        | 11 september 2012                        | Tsjechië – Finland                       | 0 – 1                                    | Vriendschappelijk                        |                                          |                                          |
| 5                                        | 12 oktober 2012                          | Finland – Georgië                        | 1 – 1                                    | WK 2014 kwalificatie                     |                                          |                                          |
| 6                                        | 14 november 2012                         | Cyprus – Finland                         | 0 – 3                                    | Vriendschappelijk                        |                                          |                                          |
| 7                                        | 6 februari 2013                          | Israël – Finland                         | 2 – 1                                    | Vriendschappelijk                        |                                          |                                          |
| Als speler bij Terek Grozny              |                                          |                                          |                                          |                                          |                                          |                                          |
| 8                                        | 14 augustus 2013                         | Finland – Slovenië                       | 2 – 0                                    | Vriendschappelijk                        |                                          |                                          |
| 9                                        | 10 september 2013                        | Georgië – Finland                        | 0 – 1                                    | WK 2014 kwalificatie                     |                                          |                                          |
| 10                                       | 16 november 2013                         | Wales – Finland                          | 1 – 1                                    | Vriendschappelijk                        |                                          |                                          |
| 11                                       | 5 maart 2014                             | Hongarije – Finland                      | 1 – 2                                    | Vriendschappelijk                        |                                          |                                          |
| 12                                       | 21 mei 2014                              | Finland – Tsjechië                       | 2 – 2                                    | Vriendschappelijk                        |                                          |                                          |
| 13                                       | 29 mei 2014                              | Litouwen – Finland                       | 1 – 0                                    | Vriendschappelijk                        |                                          |                                          |
| 14                                       | 31 mei 2014                              | Finland – Estland                        | 2 – 0                                    | Vriendschappelijk                        |                                          |                                          |
| Als speler bij HJK Helsinki              |                                          |                                          |                                          |                                          |                                          |                                          |
| 15                                       | 11 oktober 2015                          | Finland – Noord-Ierland                  | 1 – 1                                    | EK 2016 kwalificatie                     |                                          |                                          |
| Als speler zonder club                   |                                          |                                          |                                          |                                          |                                          |                                          |
| 16                                       | 31 augustus 2016                         | Duitsland – Finland                      | 2 – 0                                    | Vriendschappelijk                        |                                          |                                          |
| Als speler bij SJK                       |                                          |                                          |                                          |                                          |                                          |                                          |
| 17                                       | 9 oktober 2016                           | Finland – Kroatië                        | 0 – 1                                    | WK 2018 kwalificatie                     |                                          |                                          |
| 18                                       | 9 januari 2017                           | Marokko – Finland                        | 0 – 1                                    | Vriendschappelijk                        | 45+1'                                    |                                          |
| Als speler bij BK Häcken                 |                                          |                                          |                                          |                                          |                                          |                                          |
| 19                                       | 7 juni 2017                              | Finland – Liechtenstein                  | 1 – 1                                    | Vriendschappelijk                        |                                          |                                          |
| 20                                       | 11 juni 2017                             | Finland – Oekraïne                       | 1 – 2                                    | WK 2018 kwalificatie                     |                                          |                                          |
| 21                                       | 2 september 2017                         | Finland – IJsland                        | 1 – 0                                    | WK 2018 kwalificatie                     |                                          |                                          |
| 22                                       | 6 oktober 2017                           | Kroatië – Finland                        | 1 – 1                                    | WK 2018 kwalificatie                     |                                          |                                          |
| 23                                       | 9 november 2017                          | Finland – Estland                        | 3 – 0                                    | Vriendschappelijk                        |                                          |                                          |
| 24                                       | 11 januari 2018                          | Jordanië – Finland                       | 1 – 2                                    | Vriendschappelijk                        |                                          |                                          |
| 25                                       | 8 januari 2019                           | Finland – Zweden                         | 1 – 0                                    | Vriendschappelijk                        |                                          |                                          |
| 26                                       | 11 januari 2019                          | Estland – Finland                        | 2 – 1                                    | Vriendschappelijk                        |                                          |                                          |
| Als speler bij Vejle BK                  |                                          |                                          |                                          |                                          |                                          |                                          |
| 27                                       | 3 september 2020                         | Finland – Wales                          | 0 – 1                                    | Nations League 2020/21                   |                                          |                                          |
| 28                                       | 6 september 2020                         | Ierland – Finland                        | 0 – 1                                    | Nations League 2020/21                   |                                          |                                          |
| 29                                       | 7 oktober 2020                           | Polen – Finland                          | 5 – 1                                    | Vriendschappelijk                        |                                          |                                          |
| 30                                       | 11 november 2020                         | Frankrijk – Finland                      | 0 – 2                                    | Vriendschappelijk                        |                                          |                                          |
| 31                                       | 31 maart 2021                            | Zwitserland – Finland                    | 3 – 2                                    | Vriendschappelijk                        |                                          |                                          |
| 32                                       | 29 mei 2021                              | Zweden – Finland                         | 2 – 0                                    | Vriendschappelijk                        |                                          |                                          |

Bijgewerkt op 27 november 2024.

## Erelijst
| Competitie    |              |              |              |              |
| Competitie    | Aantal       | Jaren        |              |              |
| HJK Helsinki  | HJK Helsinki | HJK Helsinki | HJK Helsinki | HJK Helsinki |
| ------------- | ------------ | ------------ | ------------ | ------------ |
| Veikkausliiga | 2            | 2009, 2010   |              |              |
| Suomen Cup    | 1            | 2011         |              |              |
| SJK           |              |              |              |              |
| Suomen Cup    | 1            | 2016         |              |              |